# Jagdgeschwader 132 „Richthofen“
Das Jagdgeschwader 132 „Richthofen“ war ein Verband der Luftwaffe der Wehrmacht vor dem Zweiten Weltkrieg. Das Geschwader war nach Manfred von Richthofen benannt, einem Jagdflieger im Ersten Weltkrieg. Er erzielte als Jagdflieger die höchste Zahl an Luftsiegen und wurde weltweit zu einem der bekanntesten Jagdflieger, an den Filme, Bücher und andere Medien erinnern. Beinamen wie Roter Baron gehen auf seine adlige Abstammung und den roten Signalanstrich seiner Flugzeuge zurück. Aufgrund dieses Ehrennamens waren die Geschwaderangehörigen berechtigt am rechten Unterarm einen Ärmelstreifen mit der Aufschrift „Jagdgeschwader Richthofen“ zu tragen.

## Geschichte
Der Geschwaderstab und die I. Gruppe bildeten sich am 1. April 1936 in Döberitz. Die II. Gruppe entstand am selben Tag in Jüterbog-Damm (Lage), wo am 1. Juli 1938 auch die III. Gruppe aufgestellt wurde. Ebenfalls am 1. Juli 1938 entstand die IV. Gruppe in Werneuchen.
Weitere Gruppen existierten nicht. Das Geschwader war anfangs mit der Heinkel He 51, der Arado Ar 65, der Arado Ar 68 und der Heinkel He 112B, später mit der Messerschmitt Bf 109B/D ausgestattet.
Am 1. November 1938 erhielt das Geschwader durch Umbenennung eine neue Bezeichnung. Aufgrund dessen firmierte der Geschwaderstab und die I. Gruppe in den Geschwaderstab und die I. Gruppe des Jagdgeschwaders 131 „Richthofen“ um. Die II. und III. Gruppe wurden die I. und II. Gruppe des Jagdgeschwaders 141, während die IV. Gruppe in die I. Gruppe des Jagdgeschwaders 331 umfirmierte.
Am selben Tag entstanden in Düsseldorf und Köln-Ostheim aus der umbenannten I. und II. Gruppe des Jagdgeschwaders 234 eine neue I. und II. Gruppe nebst Geschwaderstab des Jagdgeschwaders 132 „Richthofen“. Diese Formation wurde am 1. Mai 1939, nach dem neuen Benennungsschema der Luftwaffe, in das Jagdgeschwader 26 „Schlageter“ umbenannt. Damit hatte das Geschwader aufgehört zu bestehen.

## Kommandeure

### Geschwaderkommodore
| Dienstgrad     | Name                       | Zeit                              |
| -------------- | -------------------------- | --------------------------------- |
| Major          | Johann Raithel             | 1. April 1936 bis 8. Juni 1936    |
| Oberstleutnant | Gerd von Massow            | 9. Juni 1936 bis 1. November 1938 |
| Oberst         | Eduard Ritter von Schleich | 1. November 1938 bis 1. Mai 1939  |

### Gruppenkommandeur
I. Gruppe
- Major Robert Ritter von Greim, 1. Mai 1934 bis 1. April 1935[9]
- Major Kurt Bertram von Döring, 1. April 1935 bis 1. April 1936[10]
- Major Karl Vieck, 1. April 1936 bis 1. November 1938[11]
- Major Gotthard Handrick, 1. November 1938 bis 1. Mai 1939[12]

II. Gruppe
- Major Karl von Schönebeck, 1. April 1936 bis 30. September 1936[13]
- Major Nikolaus Mayer, 1. Oktober 1936 bis 31. März 1937[14]
- Major/Oberstleutnant Arthur Laumann, 1. April 1937 bis 31. Juli 1938[15]
- Hauptmann Joachim-Friedrich Huth, 1. August 1938 bis 1. November 1938[16]
- Hauptmann Werner Palm, 1. November 1938 bis 1. Mai 1939[17]

III. Gruppe
- Major Ernst Bormann, 1. Juni 1938 bis 1. November 1938[18]

IV. Gruppe
- Oberstleutnant Theo Osterkamp, Juli 1938[19]
- Hauptmann Johannes Janke, Juli 1938 bis 1. November 1938[20]

## Bekannte Geschwaderangehörige
- Eduard von Schleich (1888–1947), war ein Reichstagsabgeordneter der NSDAP